# Jember (huyện)
Jember là một huyện (kabupaten) thuộc tỉnh Đông Java, Indonesia.  Jember là đơn vị hành chính đông dân thứ ba tại tỉnh Đông Java. Jember được biết đến với các trang trại trồng thuốc là và một loại thực phẩm truyền thống được gọi là tape được làm từ tinh bột sắn lên men.
Huyện có ranh giới với Lumajang (tây), Probolinggo, Bondowoso, Situbondo (bắc), và Banyuwangi (East). Hòn đảo Nusa Barong nằm ở phía nam của huyện. Trên địa bàn huyện có Đại học Jember.
Huyện Jember được chia thành các phó huyện (kecamatan): Ajung, Ambulu, Arjasa, Balung, Bangsalsari, Gumukmas, Jelbuk, Jenggawah, Jombang, Kalisat, Kaliwates, Kencong, Ledokombo, Mayang, Mumbulsari, Pakusari, Panti, Patrang, Puger, Rambipuji, Semboro, Silo, Sukorambi, Sukowono, Sumberbaru, Sumberjambe, Sumbersari, Tanggul, Tempurejo, Umbulsari, Wuluhan.